# Jacques Veneruso
Jacques Veneruso, né le 15 décembre 1959 à Annaba (nommée Bône à l'époque) en Algérie,,,,,, est un auteur-compositeur-interprète français.

## Biographie
Composé de Gildas Arzel (guitare), de Gwenn Arzel (batterie), de Jacques Veneruso (guitare), d'Erick Benzi (percussions, clavier, saxophone) et de Robert Prud'homme, le groupe Alenda est fondé en 1976 à Marseille. Ils jouent à Marseille avant de monter à Paris sous le nom de Canada avec l'ambition de faire des disques. Ils parviennent à signer un contrat chez EMI. Leur premier 45 tours Les yeux dans les yeux sort en 1984. Ce single passe inaperçu et un second sort en 1985 : Touché au cœur.
Le groupe présente à leur maison de disques un nouveau titre en 1986, une « ballade anachronique », Mourir les sirènes. EMI ne semble donc guère convaincu et la bataille dure près d'un an pour que sorte le titre. Sans Robert Prud'homme, ils y parviennent et en janvier 1987, la chanson entre au Top 50 où elle reste classée pendant quatorze semaines pour atteindre la 27e place. Elle se classe 105e meilleure vente sur l'année 1987 avec plus de 300 000 exemplaires écoulés.
En 1987, le groupe sort deux nouveaux 45 tours, Un bout de ciel et Le loup s'endort, qui précèdent leur unique album Sur les traces en 1988. Un nouveau 45 tours en est extrait, Angélina. Jean-Jacques Goldman les repère très vite et les invite lors d'un Studio 22 sur RTL qui lui est consacré. Le courant passe entre les artistes et il leur confie alors les premières parties de sa tournée 1988.
En 1989, Canada sort son dernier single Ne m'oublie pas. Un titre signé paroles et musiques par Gildas Arzel, non extrait de l'album Sur les traces, et qui sera repris par la suite par Johnny Hallyday sur son album Lorada (1995). Jacques Veneruso joue de la guitare à douze cordes sur Rester libre, instrument peu usité sur les albums de variété française.
Jacques Veneruso est depuis un auteur-compositeur pour de nombreux artistes francophones comme Patrick Fiori, Florent Pagny, Michel Sardou, Yannick Noah, Johnny Hallyday, Garou, Céline Dion entre autres. Il a été directeur musical de Carole Fredericks et Florent Pagny et a occupé cette fonction sur les tournées de Patrick Fiori et Michel Sardou.
En 2004, Jacques Veneruso écrit deux titres hommages à son amie Carole Fredericks. Ce qui nous manque de toi est interprété par Lââm en compagnie de Jean-Jacques Goldman, Michael Jones et Jacques Veneruso ; quant à Un dernier blues pour toi, il est interprété en solo par Michael Jones et ouvre son album Prises et Reprises.
Il est membre du jury français aux côtés de Varda Kakon, Florence Coste, Jean-Pierre Pasqualini et Olivier Ottin, pour le Concours Eurovision de la chanson 2010 se déroulant à Oslo. Ils étaient chargés d'attribuer les points aux chansons pour le décompte final des points. Audrey Chauveau, porte-parole française lors de cette édition a annoncé en direct les votes du jury français.

## Discographie

### En groupe
- 1988 : Canada Sur les traces - (disque en groupe avec Erick Benzi, Gildas et Gwenn Arzel)
- 2003 : Céline Dion 1 fille & 4 types - (disque en groupe avec Céline Dion, Gildas Arzel, Erick Benzi et Jean-Jacques Goldman)[16]

### Participations
- 1996 : La Soirée des Enfoirés 96 : Les chansons du souvenir (medley) avec Karen Mulder et Les Innocents
- 1998 : Florent Pagny En concert - duo sur le titre Merci
- 2002 : Patrick Fiori Patrick Fiori - duo sur le titre Marseille
- 2002 : Solidarité Inondations - trio sur le titre Marseille avec Patrick Fiori et Jean-Jacques Goldman
- 2003 : Les Enfants de la Terre - interprétation des titres Aux enfants de la terre (avec 27 artistes) et J'ai dix ans (avec Yannick Noah, Louis Chedid, Michael Jones)
- 2014 : Tony Carreira Nos fiançailles France/Portugal (pt) - duo sur le titre Madame

### Collaborations

#### Auteur-compositeur

##### Années 1985-1990
- 1987 : Mourir les sirènes (Canada)

Années 1990-1994
- 1991 : In the Twilight (Gildas Arzel)
- 1993 : Comme un ami (Fanny)
- 1994 : J'irai quand même (Florent Pagny)
- 1994 : Les hommes qui doutent (Florent Pagny)
- 1994 : Seine et Saint-Laurent (Roch Voisine)

##### Années 1995-1999
- 1995 : Lorada (Johnny Hallyday)
- 1995 : Ne m'oublie pas (Johnny Hallyday)
- 1995 : Chercher les anges (Johnny Hallyday) - repris en 2023 par Ginette Reno.
- 1995 : Tout feu, toute femme (Johnny Hallyday)
- 1996 : Reachin (Carole Fredericks)
- 1996 : Let him be blues (Carole Fredericks).
- 1996 : You had it comin (Carole Fredericks)
- 1996 : C'est pour vous (Nanette Workman)
- 1996 : B.L.U.E.S (Nanette Workman)
- 1996 : Sauve-moi (Nanette Workman et Gildas Arzel)
- 1996 : Jesse (Nanette Workman)
- 1997 : La route est longue (Michael Jones)
- 1997 : Le temps fait mentir (Michael Jones)
- 1997 : Always (Anggun)
- 1997 : De soleils et d'ombres (Anggun)
- 1997 : Pluies (Anggun)
- 1997 : A la plume de tes doigts (Anggun)
- 1997 : Sierra cuadrada (Florent Pagny)
- 1997 : Loin de toi (Florent Pagny) - repris par Jean Sébastien Lavoie en 2004
- 1998 : Dix secondes autour du monde (Florent Pagny) - titre qui aurait dû être sur l'album-compilation Bienvenue chez moi (Florent Pagny) en 1995
- 1998 : Géant à genoux (Mario Pelchat)
- 1999 : Personne ne saurait (Carole Fredericks et Poetic Lover)
- 1999 : Avant vous (Roch Voisine)
- 1999 : Qu'est-ce qui t'amène (Carole Fredericks)
- 1999 : Le prix à payer (Carole Fredericks)
- 1999 : Vain / Veille (Carole Fredericks)

##### Années 2000-2004
- 2000 : Les lionnes (Yannick Noah)
- 2000 : Entre ta peau et la mienne (Yannick Noah)
- 2000 : Je n’attendais que vous (pl) (Garou)
- 2000 : Sous le vent (Céline Dion et Garou)
- 2000 : Corps étranger (Leyla Doriane) - repris par Ishtar la même année.
- 2000 : Si tout est écrit (Leyla Doriane)
- 2000 : Rien n'est vraiment fini (Leyla Doriane) - repris par Céline Dion en 2003.
- 2000 : Et qu'un ange passe (Ishtar)
- 2000 : Mille et une nuits (Ishtar)
- 2000 : Yalla (Ishtar)
- 2000 : Je n'oublie rien (Ishtar)
- 2000 : Le temps joue contre nous (Florent Pagny)
- 2000 : Quelques mots (Florent Pagny)
- 2001 : Couleurs de ton âme (Faudel)
- 2001 : Tu es toujours là (en) (Tina Arena)
- 2002 : La vie fait ce qu'elle veut (Julie Zenatti)
- 2002 : Mon pays (Patrick Fiori)
- 2002 : Miraval (Patrick Fiori)
- 2002 : Marseille (Patrick Fiori et Jacques Veneruso)
- 2002 : Signe des temps (France D'Amour)
- 2002 : Si les grands froids (France D'Amour)
- 2002 : Le dernier reflet (Cécilia Cara)
- 2002 : Les enfants perdus (Angélique Kidjo)
- 2002 : Un homme qui dort (Florence)
- 2002 : Qu'est-ce qu'on peut faire (Florence) - repris par Myriam Abel en 2005
- 2002 : Je te retrouve un peu (Tina Arena et Jay)
- 2002 : Symphonie de l'âme (Tina Arena) - adaptation par Jacques Veneruso
- 2002 : Tu sauras me trouver (chaque fois que tu voudras) (Daniele Stefani (it)) - adaptation par Jacques Veneruso
- 2003 : Aux enfants de la terre (Tina Arena, Assia, Jean-Louis Aubert, Dany Brillant, Patrick Bruel, Louis Chedid, Annie Cordy, Billy Crawford, Hervé Cristiani, Michel Delpech, Manu Dibango, Patrick Fiori, Jean-Jacques Goldman, Jay, Michaël Jones, Yvonne Jones, Enrico Macias, Mimie Mathy, Moise, Yannick Noah, MC Solaar, Jacques Veneruso, Julie Zenatti)
- 2003 : Passe ta route (Garou)
- 2003 : Reviens (pl) (Garou)
- 2003 : Prière indienne (Garou)
- 2003 : Ose (Yannick Noah)
- 2003 : Mon Eldorado (du soleil) (Yannick Noah)
- 2003 : Tout l'or des hommes (Céline Dion)
- 2003 : Le vol d'un ange (Céline Dion)
- 2003 : Contre nature (Céline Dion)
- 2004 : Ce qui nous manque de toi (Lââm)
- 2004 : Un dernier blues pour toi (Michael Jones)
- 2004 : Non merci (Michel Sardou)
- 2004 : Les hommes du vent (Michel Sardou)
- 2004 : Je sais que tu es là pour moi (Jean Sébastien Lavoie)

##### Années 2005-2009
- 2005 : Aujourd'hui comme hier (Myriam Abel)
- 2005 : Changer (Tina Arena)
- 2005 : Je ne vous oublie pas (Céline Dion)
- 2005 : Tous les secrets (Céline Dion)
- 2005 : Chante (Marilou)
- 2005 : Tu es comme ça (Garou et Marilou)
- 2005 : Pas d'âge pour rêver (Marilou)
- 2006 : Le temps nous aime (Garou)
- 2006 : Je suis debout (Garou)
- 2006 : Viens me chercher (Garou)
- 2006 : Quand je manque de toi (Garou)
- 2006 : Je suis tombé (Yannick Noah)
- 2006 : Destination ailleurs (Yannick Noah)
- 2006 : Dans et sur mes bras (Yannick Noah)
- 2007 : Vous Madame (Johnny Hallyday)
- 2007 : Allons danser (Michel Sardou)
- 2007 : Valentine day (Michel Sardou)
- 2007 : Les jours avec, les jours sans (Michel Sardou)
- 2007 : Les yeux de mon père (Michel Sardou)
- 2007 : Immensité (Céline Dion)
- 2007 : À cause (Céline Dion)
- 2007 : Je cherche l'ombre (Céline Dion)
- 2007 : Le temps qui compte (Céline Dion)
- 2008 : Ton histoire (Isabelle Boulay)
- 2008 : Je ne t'en veux pas (Isabelle Boulay)

##### Années 2010-2014
- 2010 : Hello (Yannick Noah et Asa)
- 2010 : La Señorita (Yannick Noah)
- 2010 : Ma pomme (Yannick Noah)
- 2010 : J'avais besoin d'être là (Garou)
- 2010 : For you (Garou)
- 2010 : Un nouveau monde (Garou)
- 2010 : Voler (Michel Sardou et Céline Dion)
- 2010 : Et puis après (Michel Sardou)
- 2010 : Chacun sa vérité (Michel Sardou)
- 2010 : Elle vit toute seule (Michel Sardou)
- 2010 : Une corde pour se noyer (Michel Sardou)
- 2010 : Soleil ou pas (Michel Sardou)
- 2010 : Lequel sommes-nous (Michel Sardou)
- 2011 : Qui peut le juger (Ginie Line - spectacle musical Dracula, l'amour plus fort que la mort)
- 2012 : Parler à mon père (Céline Dion)
- 2012 : Celle qui m'a tout appris (Céline Dion)
- 2012 : Rappelle-toi (Sheila)
- 2012 : Une arrière-saison (Sheila) - reprise par Renée Martel en 2018.
- 2012 : Comme les cinq doigts de la main (Chimène Badi) - chanson inédite pour l'émission Le Grand Show de Céline Dion diffusée le 24 novembre 2012 sur France 2.
- 2013 : Mon aventure (Mickaël Miro)
- 2013 : Luis (Vincent Niclo)
- 2013 : Ça vient de là-haut (Yoann Fréget (en))
- 2013 : Keep on Rollin' (Michael Jones et Francis Cabrel)
- 2014 : Madame (Tony Carreira)
- 2014 : Petit ange (Baptiste Giabiconi)
- 2014 : C'est ta route (Baptiste Giabiconi)
- 2014 : Nos jours meilleurs (Baptiste Giabiconi)
- 2014 : Le même sang (Yannick Noah)
- 2014 : Dans nos yeux (Laure Prechac)
- 2014 : On verra (Laure Prechac)
- 2014 : Tu ne sais pas (Laure Prechac)
- 2014 : Stress (Laure Prechac)
- 2014 : Je suis en retard (Laure Prechac)
- 2014 : Je me bats (Laure Prechac)
- 2014 : Il paraît qu'à Paris (Laure Prechac)
- 2014 : Pour la scène (Laure Prechac)
- 2014 : La ballade de Chet (Laure Prechac)
- 2014 : Du côté de Saint-Germain (Laure Prechac)
- 2014 : La vie que l'on a choisie (Patrick Fiori)

##### Années 2015-2019
- 2015 : Promets-moi (Lisa Angell)
- 2015 : On ne fait que passer (Lisa Angell)
- 2015 : Ballerines (Chimène Badi)
- 2015 : Pour tous les hommes (Chimène Badi)
- 2015 : Martin et les fées (Chanson du tapis volant, Deuxième voyage, Du soleil à ma vie, Entre dans mon antre, Envoûtante Afrique, Iris, Je suis une artiste, L’oasis, L’épouvantail, La légende des fées, La partie de bille, La petite flamme, La vieille auberge, La vision des fées, Le désert, Le fantôme du musée, Le jeu des amoureux, Le miroir magique, Le musée, Le mystère de la 7e fée, Le plus beau de tes rêves, Les fées, Les pouvoirs de Zoulkiff, Les secrets, Le vieux réveil, Martin, Mezzo Mezzo, Notre bonne étoile, Perdu d’avance, Premier voyage, Premières recherches, Quand le miroir réfléchit, Sous la peinture, Sur la piste des fées, Tout est possible , Tout est possible, Tu es ma plus belle histoire, Une aide inespérée, Une fée pour amie, Une journée d’école qui s’achève, Une maman soupçonneuse, Un endroit où nul ne va jamais, Une énigmatique jeune femme blonde)
- 2016 : Si c'était à refaire (en) (Céline Dion)
- 2016 : Tendresse (Tony Carreira)
- 2016 : C'est bien comme ça (Tony Carreira)
- 2016 : Si tu viens chez moi (Tony Carreira)
- 2017 : Ma patrie (Les Stentors)
- 2017 : Ici (Les Stentors)
- 2018 : Comme un frère (Fred Blondin)
- 2018 : J’ai vu le blues (Fred Blondin)
- 2018 : On ne fait que passer (Ginette Reno)
- 2018 : Un être humain (Ginette Reno)
- 2018 : Je me détache (Renée Martel)
- 2019 : Le chemin (Yannick Noah)
- 2019 : C’était Noël à Paris (Isabelle Boulay)

##### Années 2020-2024
- 2020 : Cubana (Chuly Santamaria)
- 2021 : Comme au premier rendez-vous (Mario Pelchat)
- 2021 : Suis-moi sur la route (Mario Pelchat)
- 2021 : Je connais l'hiver (Mario Pelchat)
- 2021 : Cet amour (Mario Pelchat)
- 2021 : Je me suis trop pressé de vivre (Mario Pelchat)
- 2021 : L'enfant que je n'ai pas (Mario Pelchat)
- 2021 : Encore (Mario Pelchat)
- 2021 : Au bout des solitudes (Mario Pelchat)
- 2022 : Il y aura toujours un rendez-vous (Les Enfoirés).
- 2022 : Traces (Yannick Noah)
- 2022 : Je ne t’oublie pas (Yannick Noah)
- 2022 : Compagnons de voyage (Yannick Noah)
- 2022 : Me croirez vous ? (Natasha St Pier)
- 2023 : L’amour même (Gregory Turpin).
- 2023 : Le bon côté du ciel (Ginette Reno en duo avec Vladimir Korneev)
- 2024 : Une et Mille femmes (Chimène Badi)

#### Musicien, arrangeur, réalisateur

##### Années 1990-1999
- 1992 : Le voyage du North's son (Vivien Savage) : chœurs
- 1994 : Rester vrai (Florent Pagny) : guitares, chœurs
- 1995 : Lorada (Johnny Hallyday) : guitares, chœurs
- 1997 : Bienvenue chez moi (Florent Pagny) : guitares, chœurs, direction musicale (sur les titres inédits)
- 1996 : Springfield (Carole Fredericks) : guitares, dobro, chœurs
- 1996 : Une à une (Nanette Workman) : guitares, dobro, chœurs
- 1997 : Au nom de la lune / Anggun (Anggun) : guitares, chœurs
- 1997 : Savoir aimer (Florent Pagny) : guitares, chœurs, direction musicale
- 1999 : Chaque feu... (en) (Roch Voisine) : guitares
- 1999 : Couleurs et Parfums (Carole Fredericks) : guitares, chœurs, coarrangements, coréalisation

##### Années 2000-2009
- 2000 : Yannick Noah (Yannick Noah) : guitares, chœurs
- 2000 : Châtelet Les Halles (Florent Pagny) : guitares, chœurs, coarrangements, coréalisation des titres Le temps joue contre nous et Quelques mots
- 2000 : Ishtar, la voix d'Alabina (Ishtar) : guitares, chœurs, coarrangements, coréalisation
- 2001 : Aime-moi (Ève Angeli) : guitares, chœurs, coarrangements, coréalisation
- 2001 : Just Me (en) (Tina Arena) : guitares, chœurs, coarrangements, coréalisation du titre Tu es toujours là
- 2001 : Vous êtes toujours là (en) (Tina Arena) : guitares, chœurs, coarrangements, coréalisation du titre Je te retrouve un peu
- 2002 : France D'Amour (France D'Amour) : guitares sur les titres Si les grands froids et Signe des temps
- 2002 : Le dernier reflet (Cécilia Cara) : guitares, chœurs, coarrangements, coréalisation du single
- 2002 : Dans les yeux d'un autre (Julie Zenatti) : guitares, chœurs, coarrangements, coréalisation du titre La vie fait ce qu'elle veut
- 2002 : Patrick Fiori (Patrick Fiori) : guitares, chœurs, coarrangements, coréalisation
- 2002 : Black Ivory Soul (Angélique Kidjo) : guitares, chœurs, coarrangements, coréalisation du titre Les enfants perdus (il existe une autre version produite par Renaud Letang)
- 2003 : Reviens (Garou) : guitares, chœurs, coarrangements, coréalisation des titres Reviens, Passe ta route, Prière indienne
- 2003 : Pokara (Yannick Noah) : guitares et chœurs
- 2004 : Du plaisir (Michel Sardou) : guitares, chœurs, coarrangements, coréalisation des titres Non merci et Les hommes du vent
- 2004 : Je me souviendrai (Jean Sébastien Lavoie) : guitares, chœurs, coarrangements, coréalisation des titres Je sais que tu es là pour moi et Loin de toi
- 2005 : Un autre univers (Tina Arena) : guitares, chœurs, coarrangements, coréalisation du titre Changer
- 2005 : La Fille qui chante (Marilou) : guitares, chœurs, coarrangements, coréalisation des titres Tu es comme ça, Pas d'âge pour rêver, Chante
- 2006 : Garou (Garou) : guitares, chœurs, coarrangements, coréalisation des titres Le temps nous aime, Viens me chercher, Je suis debout et Quand je manque de toi
- 2006 : Charango (Yannick Noah) : guitares et chœurs,coarrangements et coréalisation.
- 2007 : D'elles (Céline Dion) : guitares, chœurs, coarrangements, coréalisation sur les titres Immensité, Je cherche l'ombre, Le temps qui compte et À cause.
- 2008 : Nos Lendemains (en) (Isabelle Boulay) : guitares, chœurs, coarrangements, coréalisation du titre Ton histoire

##### Années 2010-2019
- 2010 : Femme des années 2010 (Michel Sardou) : guitares, chœurs, coarrangements, coréalisation à l'exception de certains titres
- 2010 : Frontières (Yannick Noah) : guitares et chœurs, coarrangements et coréalisation.
- 2012 : Sans attendre (Céline Dion) : guitares, chœurs, coarrangements, coréalisation à l'exception de certains titres
- 2014 : Nos fiançailles France/Portugal (pt) (Tony Carreira) : guitares, chœurs, coarrangements, coréalisation à l'exception de certains titres
- 2014 : Combats ordinaires (Yannick Noah) : guitares et chœurs,coarrangements et coréalisation.
- 2014 : Choisir (Patrick Fiori) : guitares et chœurs.
- 2015 : Lisa Angell (Lisa Angell) : guitares et chœurs, coarrangements et coréalisation à l'exception de certains titres
- 2015 : Au-delà des maux (Chimène Badi) : chœurs et programmation additionnelle du titre Tous les hommes

### Tournées
Cette section ne s'appuie pas, ou pas assez, sur des sources secondaires ou tertiaires indépendantes du sujet. Le texte peut contenir des analyses inexactes ou inédites de sources primaires.
Pour l'améliorer, ajoutez-en, ou placez des modèles {{Source secondaire souhaitée}} ou {{Source secondaire nécessaire}} sur les passages mal sourcés. (juin 2024)
- 1995-1998 : Florent Pagny
- 1997-2001 : Carole Fredericks
- 2000 : Ishtar
- 2002 : Patrick Fiori
- 2004 à 2018 : Michel Sardou
- depuis 2012 : Laure Prechac

### Récompenses
- 1999 : nomination pour le Prix Félix de la chanson populaire de l'année pour Je resterai là[17]
- 2002 : Victoires de la musique de la chanson originale de l'année pour Sous le vent
- 2002 : nomination pour le Prix Félix de la chanson populaire de l'année pour Sous le vent
- 2002 : Prix Vincent-Scotto (Sacem) pour Je n'attendais que vous[18]
- 2008 : nomination pour le Prix Félix de la chanson populaire de l'année pour Ton histoire[19]
- 2013 : Prix de l'Unac pour Parler à mon père

## Titres classés
| Année | Chanson                      | Artiste                           | Classement des ventes | Classement des ventes | Classement des ventes | Classement des ventes | Classement des ventes | Classement des ventes | Classement des ventes | Classement des ventes | Classement des ventes | Classement des ventes | Certifications françaises, | Album                                  |
| Année | Chanson                      | Artiste                           | France                | Flandre               | Wallonie              | Suisse                | Québec                | Pays-Bas              | Allemagne             | Finlande              | Canada                | Pologne               | Certifications françaises, | Album                                  |
| ----- | ---------------------------- | --------------------------------- | --------------------- | --------------------- | --------------------- | --------------------- | --------------------- | --------------------- | --------------------- | --------------------- | --------------------- | --------------------- | -------------------------- | -------------------------------------- |
| 1987  | Mourir les sirènes           | Canada                            | 27                    | —                     |                       | —                     | —                     | —                     | —                     | —                     | —                     | —                     |                            | Sur les traces, certaines éditions     |
| 1995  | Ne m'oublie pas              | Johnny Hallyday                   | 18                    | —                     | 18                    | —                     | —                     | —                     | —                     | —                     | —                     | —                     |                            | Lorada                                 |
| 1996  | Rester libre                 | Johnny Hallyday                   | 28                    | —                     | —                     | —                     | —                     | —                     | —                     | —                     | —                     | —                     |                            | Lorada                                 |
| 1998  | Personne ne saurait          | Carole Fredericks et Poetic Lover | 7                     | —                     | 12                    | —                     | —                     | —                     | —                     | —                     | —                     | —                     | Argent                     | Couleurs et Parfums                    |
| 1999  | Je resterai là               | Roch Voisine                      | 69                    | —                     | —                     | —                     | —                     | —                     | —                     | —                     | —                     | —                     |                            | Chaque feu... (en)                     |
| 2001  | Je sais                      | Ève Angeli                        | 30                    | —                     | —                     | —                     | —                     | —                     | —                     | —                     | —                     | —                     |                            | Aime-moi                               |
| 2001  | Je n’attendais que vous (pl) | Garou                             | 34                    | —                     | 20                    | —                     | —                     | —                     | —                     | —                     | —                     | —                     |                            | Seul                                   |
| 2001  | Sous le vent                 | Garou et Céline Dion              | 1                     | —                     | 1                     | 2                     | 1                     | 78                    | —                     | —                     | 14                    | 6                     | Diamant                    | Seul, On ne change pas                 |
| 2002  | Symphonie de l'âme           | Tina Arena                        | 48                    | —                     | —                     | —                     | —                     | —                     | —                     | —                     | —                     | —                     |                            | Vous êtes toujours là (en)             |
| 2002  | C'est pour ça                | Ève Angeli                        | 72                    | —                     | —                     | —                     | —                     | —                     | —                     | —                     | —                     | —                     |                            | Aime-moi                               |
| 2002  | Les lionnes                  | Yannick Noah                      | 16                    | —                     | —                     | —                     | —                     | —                     | —                     | —                     | —                     | —                     |                            | Yannick Noah                           |
| 2002  | Tu es toujours là (en)       | Tina Arena                        | 11                    | —                     | 15                    | —                     | —                     | —                     | —                     | —                     | —                     | —                     | Argent                     | Just Me (en)                           |
| 2003  | Je te retrouve un peu        | Tina Arena et Jay                 | 44                    | —                     | —                     | —                     | —                     | —                     | —                     | —                     | —                     | —                     |                            | Vous êtes toujours là                  |
| 2003  | La vie fait ce qu'elle veut  | Julie Zenatti                     | 22                    | —                     | —                     | 44                    | —                     | —                     | —                     | —                     | —                     | —                     |                            | Dans les yeux d'un autre               |
| 2003  | Le dernier reflet            | Cécilia Cara                      | 58                    | —                     | —                     | —                     | —                     | —                     | —                     | —                     | —                     | —                     |                            | uniquement en single                   |
| 2003  | Tout l'or des hommes         | Céline Dion                       | 3                     | 29                    | 5                     | 10                    | 1                     | 100                   | 77                    | 16                    | 2                     | 1                     | Argent                     | 1 fille & 4 types                      |
| 2003  | Reviens (pl)                 | Garou                             | 9                     | —                     | 10                    | 23                    | —                     | —                     | —                     | —                     | —                     | —                     | Argent                     | Reviens                                |
| 2004  | Ose                          | Yannick Noah                      | 13                    | —                     | 9                     | 41                    | —                     | —                     | —                     | —                     | —                     | —                     |                            | Pokhara                                |
| 2004  | Mon Eldorado (du soleil...)  | Yannick Noah                      | 19                    | —                     | 23                    | 59                    | —                     | —                     | —                     | —                     | —                     | —                     |                            | Pokhara                                |
| 2005  | Métis(se)                    | Yannick Noah et Disiz la Peste    | 11                    | —                     | 22                    | 41                    | —                     | —                     | —                     | —                     | —                     | —                     | Argent                     | Métisse(s)                             |
| 2005  | Tu es comme ça               | Marilou et Garou                  | 10                    | —                     | 4                     | 23                    | —                     | —                     | —                     | —                     | —                     | —                     | Argent                     | La Fille qui chante                    |
| 2005  | Je ne vous oublie pas        | Céline Dion                       | 2                     | tip9                  | 4                     | 21                    | 3                     | —                     | —                     | —                     | 23                    | —                     | Argent                     | On ne change pas                       |
| 2006  | Tous les secrets             | Céline Dion                       | 20                    | —                     | 33                    | 75                    | 7                     | —                     | —                     | —                     | 30                    | —                     |                            | On ne change pas                       |
| 2007  | Destination ailleurs         | Yannick Noah                      | 8                     | —                     | 19                    | —                     | —                     | —                     | —                     | —                     | —                     | —                     |                            | Charango                               |
| 2008  | Ton histoire                 | Isabelle Boulay                   | 14                    | —                     | 39                    | —                     | 2                     | —                     | —                     | —                     | —                     | —                     |                            | Nos Lendemains (en)                    |
| 2009  | Je n'attendais que vous      | Les Enfoirés                      | —                     | —                     | 38                    | —                     | —                     | —                     | —                     | —                     | —                     | —                     |                            | Les Enfoirés font leur cinéma          |
| 2010  | Angela                       | Yannick Noah                      | —                     | —                     | 8                     | 71                    | —                     | —                     | —                     | —                     | —                     | —                     |                            | Frontières                             |
| 2010  | Voler                        | Michel Sardou et Céline Dion      | —                     | —                     | 48                    | —                     | —                     | —                     | —                     | —                     | —                     | —                     |                            | Être une femme 2010                    |
| 2012  | Qui peut le juger?           | Ginie Line                        | 162                   | —                     | —                     | —                     | —                     | —                     | —                     | —                     | —                     | —                     |                            | Dracula, l'amour plus fort que la mort |
| 2012  | Parler à mon père            | Céline Dion                       | 8                     | tip12                 | 11                    | 25                    | 1                     | —                     | —                     | —                     | 53                    | 7                     |                            | Sans attendre                          |
| 2012  | Le Miracle                   | Céline Dion                       | 77                    | tip53                 | 27                    | —                     | 1                     | —                     | —                     | —                     | —                     | 40                    |                            | Sans attendre                          |
| 2013  | Ça vient de là-haut          | Yoann Fréget (en)                 | 167                   | —                     | —                     | —                     | —                     | —                     | —                     | —                     | —                     | —                     |                            | Quelques heures avec moi               |
| 2016  | Si c'était à refaire (en)    | Céline Dion                       | 100                   | —                     | —                     | —                     | —                     | —                     | —                     | —                     | —                     | —                     |                            | Encore un soir                         |

La case grisée signifie que les classements belges n'existaient pas lors de la sortie du disque ou que ceux-ci sont indisponibles.